# Ievgueni Xalunov
Ievgueni Xalunov (en rus Евгений Шалунов) (8 de gener de 1992) és un ciclista rus, professional des del 2012 i actualment a l'equip Gazprom-RusVelo. Del seu palmarès destaquen les victòries al Gran Premi della Liberazione, a la Volta a la Comunitat de Madrid i al Trofeu Matteotti.

## Palmarès en ruta
- 2010
  - 1r a la Cursa de la Pau júnior i vencedor de 2 etapes
  - Vencedor d'una etapa a la Volta al Besaya
- 2011
  - 1r al Gran Premi Macario
  - 1r al Memorial Valenciaga
  - 1r a la Volta al Bidasoa i vencedor de 2 etapes
  - Vencedor d'una etapa a la Ronda de l'Isard d'Arieja
  - Vencedor de 2 etapes a la Volta a La Corunya
- 2012
  - 1r a la Volta a La Rioja
- 2014
  - 1r al Gran Premi della Liberazione
- 2015
  - 1r a la Volta a la Comunitat de Madrid i vencedor d'una etapa
  - 1r al Trofeu Matteotti

### Resultats al Giro d'Itàlia
- 2017. 123è de la classificació general

## Palmarès en pista
- 2010
  -  Campió d'Europa júnior en Persecució per equips (amb Roman Ivlev, Pavel Karpenkov i Kiril Svéixnikov)